# Andrés Ducaud
Andrés Ducaud était un cinéaste d'origine française qui fut naturalisé argentin. Il participa à la naissance du cinéma argentin.

## Biographie
Andrés Decaud s'est rendu très jeune en Argentine, où il a débuté dans le monde du cinéma muet sous la direction de Federico Valle (en tant que membre de la "Cinematografía Valle"), puis celle de José Agustín Ferreyra.
Avec Valle, Quirino Cristiani et Diógenes Taborda, il collabora au premier long métrage de l'histoire du genre du dessin animé intitulé El Apóstol en 1917, qui faisait référence de manière satirique à la politique de Hipólito Yrigoyen. Il y construisit les modèles pour la séquence de l'incendie de Buenos Aires, tandis que le texte dépendait d'Alfonso de Laferrère (es).
Plus tard, en 1922, il travailla comme décorateur sur le film La muchacha del arrabal (es), avec Jorge Lafuente (es), Carlos Dux (es) et Lidia Liss (es).